# Résolution 336 du Conseil de sécurité des Nations unies
Membres permanents
- Chine
- États-Unis
- France
- Royaume-Uni
- URSS

Membres non permanents
- Australie
- Autriche
- Guinée
- Indonésie
- Inde
- Kenya
- Panama
- Pérou
- Soudan
- Yougoslavie

Résolution no 335 Résolution no 337
La résolution 336 est une résolution du Conseil de sécurité de l'ONU votée le 18 juillet 1973 concernant le Commonwealth des Bahamas et qui recommande à l'Assemblée générale des Nations unies d'admettre ce pays comme nouveau membre.

## Contexte historique
À la suite des élections législatives de septembre 1972, le parti libéral progressiste dirige les Bahamas vers l'indépendance dont le principe est voté le 21 septembre 1972 et une intégration aux Nations unies, l'admission de ce pays par l'Assemblée générale sur proposition du Conseil de sécurité se faisant en 1973,. Le drapeau du Royaume-Uni ayant été amené le 9 juillet à minuit en présence du Premier ministre britannique et du prince Charles, représentant la reine Élisabeth II. Les Bahamas sont devenues le 143ème état souverain dans le monde après 190 ans de colonisation britannique.
À la suite de cette résolution adoptée à l'unanimité, ce pays est admis à l'ONU le 18 septembre 1973,

## Texte
- Résolution 336 sur fr.wikisource.org
- Résolution 336 sur en.wikisource.org